# Josh Gad
Joshua Gad (n. 23 februarie 1981) este un actor american. A jucat în numeroase piese de teatru, dar și în scurtmetraje - seria de televiziune Back to You, în rolul lui Ryan Church. Show-ul a avut premiera în septembrie 2007, avându-i în distribuție pe Patricia Heaton și Kelsey Grammer. A apărut și în anumite episoade ale serialul E.R. (Spitalul de Urgență). A mai apărut și în The Rocker, Crossing Over, 21, șandi Razortooth. În 1999 a câștigat un campionat de umor.
Alături de Freddie Prinze Jr, Paul Campbell, Eliza Coupe și Arielle Kebbel, va apărea în versiunea americană a sitcomului britanic No Heroics. A absolvit Universitatea Nova Southeastern din Davie, Florida, în 1999. A urmat cursurile de artă ale Carnegie Mellon, unde a absolvit în 2003. A fost corespondent pentru The Daily Show în 5 mai 2009, având o singură apariție, dar mai târziu, pe 2 iunie, a devenit corespondent permanent. În 2010 a apărut alături de Jake Gyllenhaal și Anne Hathaway în filmul Dragoste și alte dependențe. Va juca pe 24 februarie 2011 și pe Broadway în musicalul The Book of Mormon, în rolul Elder Cunningham, scris de Trey Parker, Matt Stone în colaborare cu Robert Lopez.

## Filmografie

### Film
| An   | Titlu                        | Rol                                                  | Regizor(i)                      | Note                                                                         |
| ---- | ---------------------------- | ---------------------------------------------------- | ------------------------------- | ---------------------------------------------------------------------------- |
| 2002 | Mary and Joe                 | Angel                                                | John R. Hamilton                |                                                                              |
| 2006 | Razortooth                   | Jay                                                  | Patricia Harrington             |                                                                              |
| 2007 | Watching the Detectives      | Mark                                                 | Paul Soter                      |                                                                              |
| 2008 | 21                           | Miles                                                | Robert Luketic                  |                                                                              |
| 2008 | The Rocker                   | Matt                                                 | Peter Cattaneo                  |                                                                              |
| 2009 | Crossing Over                | Howie                                                | Wayne Kramer                    |                                                                              |
| 2009 | The Lost Nomads: Get Lost 22 | Gigi Miss Piggy Jose Sanchez The Clown Spatula Lover | Ty Clancey                      |                                                                              |
| 2009 | Big Guy                      | Rodney                                               | David Oyelowo                   | Scurtmetraj                                                                  |
| 2010 | Marmaduke                    | Bandana Dog                                          | Tom Dey                         | Voce                                                                         |
| 2010 | Love & Other Drugs           | Josh Randall                                         | Edward Zwick                    |                                                                              |
| 2011 | Mardi Gras: Spring Break     | Bartholomew T. "Bump" Brown                          | Phil Dornfield                  |                                                                              |
| 2012 | She Wants Me                 | Sam Baum                                             | Rob Margolies                   |                                                                              |
| 2012 | Ice Age: Continental Drift   | Louis                                                | Steve Martino Michael Thurmeier | Voce                                                                         |
| 2012 | Thanks for Sharing           | Neil                                                 | Stuart Blumberg                 |                                                                              |
| 2013 | Jobs                         | Steve Wozniak                                        | Joshua Michael Stern            |                                                                              |
| 2013 | The Internship               | Andrew "Headphones" Anderson                         | Shawn Levy                      |                                                                              |
| 2013 | Frozen                       | Olaf                                                 | Chris Buck Jennifer Lee         | Voce; Annie Award for Voice Acting in a Feature Production                   |
| 2014 | Wish I Was Here              | Noah Bloom                                           | Zach Braff                      |                                                                              |
| 2015 | The Wedding Ringer           | Doug Harris                                          | Jeremy Garelick                 | Nominalizare - Zmeura de Aur pentru cel mai prost actor într‑un rol secundar |
| 2015 | Frozen Fever                 | Olaf                                                 | Chris Buck Jennifer Lee         | Voce; scurtmetraj                                                            |
| 2015 | Pixels                       | Ludlow Lamonsoff                                     | Chris Columbus                  | Nominalizare - Zmeura de Aur pentru cel mai prost actor într‑un rol secundar |
| 2016 | The Angry Birds Movie        | Chuck                                                | Clay Kaytis Fergal Reilly       | Voce                                                                         |
| 2017 | A Dog's Purpose              | Toby/Bailey/Ellie/Tino/Waffles/Buddy                 | Lasse Hallström                 | Voce                                                                         |
| 2017 | Beauty and the Beast         | LeFou                                                | Bill Condon                     |                                                                              |
| 2017 | Marshall                     | Sam Friedman                                         | Reginald Hudlin                 |                                                                              |
| 2017 | Murder on the Orient Express | Hector MacQueen                                      | Kenneth Branagh                 |                                                                              |
| 2017 | Olaf's Frozen Adventure      | Olaf (voce)                                          | Kevin Deters Stevie Wermers     | Voce; special TV                                                             |
| 2018 | Matangi/Maya/M.I.A.          | Rolul său                                            | Steve Loveridge                 | Documentar                                                                   |
| 2019 | Little Monsters              | Nathan Schneider/Teddy McGiggle                      | Abe Forsythe                    |                                                                              |
| 2019 | A Dog's Journey              | Bailey/Molly/Big Dog/Max                             | Gail Mancuso                    | Voce                                                                         |
| 2019 | The Angry Birds Movie 2      | Chuck                                                | Thurop Van Orman                | Voce                                                                         |
| 2019 | Frozen II                    | Olaf                                                 | Chris Buck Jennifer Lee         | Voce; Annie Award for Voice Acting in a Feature Production                   |
| 2020 | Artemis Fowl                 | Mulch Diggums                                        | Kenneth Branagh                 |                                                                              |
| 2020 | Once Upon a Snowman          | Olaf                                                 | Dan Abraham Trent Correy        | Voce; scurtmetraj                                                            |
| 2021 | Ghostbusters: Afterlife      | Muncher                                              | Jason Reitman                   | Voce                                                                         |

### Televiziune
| An           | Titlu                           | Rol                               | Creator(i)                                      | Note                                                                   |
| ------------ | ------------------------------- | --------------------------------- | ----------------------------------------------- | ---------------------------------------------------------------------- |
| 2005         | ER                              | Sgt. Bruce Larabee                | Michael Crichton                                | Episodul: "Here and There"                                             |
| 2007–08      | Back to You                     | Ryan Church                       | Christopher Lloyd Steven Levitan                | Rol principal; 17 episoade                                             |
| 2008         | American Dad!                   | Art (voce)                        | Seth MacFarlane Mike Barker Matt Weitzman       | Episodul: "Pulling Double Booty"                                       |
| 2008, 2009   | Numb3rs                         | Roy McGill                        | Nicolas Falacci Cheryl Heuton                   | 2 episoade                                                             |
| 2009         | Waiting to Die                  | Simon                             |                                                 | Film TV                                                                |
| 2009         | No Heroics                      | Horseforce                        |                                                 | Film TV                                                                |
| 2009         | Party Down                      | Jeffrey Ells                      | John Enbom Rob Thomas Dan Etheridge Paul Rudd   | Episodul: "California College Conservative Union Caucus"               |
| 2009–11      | The Daily Show with Jon Stewart | Rolul său (corespondent)          | Madeleine Smithberg Lizz Winstead               | 5 episoade                                                             |
| 2010         | Bored to Death                  | Warren                            | Jonathan Ames                                   | Episodul: "Make It Quick, Fitzgerald!"                                 |
| 2011         | The Cleveland Show              | Droopy / Pimp                     | Seth MacFarlane Richard Appel Mike Henry        | Voce; episodul: "Our Gang"                                             |
| 2011         | Californication                 | Doctor                            | Tom Kapinos                                     | 2 episoade                                                             |
| 2011         | Gigi: Almost American           | Gigi                              | Ty Clancey                                      | 10 episoade Și producător executiv                                     |
| 2011, 2020   | Modern Family                   | Kenneth Ploufe                    | Christopher Lloyd Steven Levitan                | 2 episoade: "Punkin Chunkin" & "Dead on a Rival"                       |
| 2011         | Good Vibes                      | Mondo (voce)                      | David Gordon Green Brad Ableson Mike Clements   | Rol principal; 12 episoade                                             |
| 2012–13      | 1600 Penn                       | Skip Gilchrist                    | Josh Gad Jon Lovett Jason Winer                 | Rol principal; 13 episoade ; Și producător executiv și co-creator      |
| 2012–15      | New Girl                        | Bearclaw                          | Elizabeth Meriwether                            | 3 episoade: "Katie", "Birthday", "Walk of Shame"                       |
| 2013         | Hollywood Game Night            | Rolul său                         | Sean Hayes Todd Milliner                        | Episodul: "America's Got Game Night"                                   |
| 2014         | Monștri contra extratereștri    | Internet                          | Mark McCorkle Bob Schooley                      | Voce; episodul: "Bride of the Internet"                                |
| 2015         | The Comedians                   | Josh                              | Larry Charles Billy Crystal Matt Nix Ben Wexler | Rol principal                                                          |
| 2015         | Sesame Street                   | Vincent Van Stop                  | Joan Ganz Cooney Lloyd Morrisett                | Episodul: "Bert's Sign Painting Challenge                              |
| 2015         | Phineas and Ferb                | Wendell                           | Dan Povenmire Jeff "Swampy" Marsh               | Voce; 2 episoade                                                       |
| 2015         | TripTank                        | Louis                             | Diverse                                         | Voce; 1 episod                                                         |
| 2015         | Jeopardy!                       | Rolul său                         | Merv Griffin                                    | Concurent celebru                                                      |
| 2016         | Lip Sync Battle                 | Rolul său/ Donald Trump           | John Krasinski Stephen Merchant                 | Episodul: "Josh Gad vs. Kaley Cuoco"                                   |
| 2016         | Sofia the First                 | Olaf                              | Craig Gerber                                    | Voce; episodul: "The Secret Library: Olaf and the Tale of Miss Nettle" |
| 2016         | LEGO Frozen Northern Lights     | Olaf                              |                                                 | Voce; special TV                                                       |
| 2016         | Talking Dead                    | Rolul său                         |                                                 | Guest                                                                  |
| 2017         | Star Wars Rebels                | LT-319                            | Simon Kinberg Dave Filoni Carrie Beck           | Voce; episodul: "Double Agent Droid"                                   |
| 2017         | South Park                      | Marcus Preston / Ms. McGullicutty | Trey Parker Matt Stone                          | Voce; episodul: "Hummels & Heroin" Și producător                       |
| 2018         | Bob's Burgers                   | Damon                             | Loren Bouchard                                  | Voce; episodul: "Just One of the Boyz 4 Now for Now"                   |
| 2019         | The Ellen DeGeneres Show        | Rolul său                         | Ellen DeGeneres                                 | Gazdă                                                                  |
| 2020–present | Avenue 5                        | Herman Judd                       | Armando Iannucci                                | Rol principal                                                          |
| 2020         | At Home with Olaf               | Olaf                              |                                                 | Rol principal; voce                                                    |
| 2020–22      | Central Park                    | Birdie / Ernst Von Gunten         | Josh Gad Loren Bouchard Nora Smith              | Rol principal; voce; și co-creator, scenarist și producător executiv   |
| 2020         | Home Movie: The Princess Bride  | Grandson                          | Jason Reitman                                   | Episodul: "Chapter One: As You Wish"                                   |
| 2021         | Curb Your Enthusiasm            | Chiropractor                      | Larry David                                     | Episodul: "Man Fights Tiny Woman"                                      |
| 2022         | Wolf Like Me                    | Gary                              | Abe Forsythe                                    | Rol principal                                                          |

### Jocuri video
| An   | Titlu                | Rol de voce                             |
| ---- | -------------------- | --------------------------------------- |
| 2012 | MIB: Alien Crisis    | Emilio Chauncey, Handsome Guest, Khnemu |
| 2013 | Frozen: Olaf's Quest | Olaf                                    |
| 2015 | Disney Infinity 3.0  | Olaf                                    |
| 2019 | Kingdom Hearts III   | Olaf                                    |

### Web
| An           | Titlu                    | Rol              | Note                |
| ------------ | ------------------------ | ---------------- | ------------------- |
| 2009         | Woke Up Dead             | Matt             | 21 episoade         |
| 2013         | Kevin Pollak's Chat Show | Rolul său/ Guest | Episodul: "163"     |
| 2019–present | Blood Ties               | Michael Richland | Radio Drama/Podcast |
| 2020–present | Reunited Apart           | Gazdă            | Serial Web          |